# 드 러블리
《드 러블리》(영어: De-Lovely)는 영국에서 제작된 어윈 윙클러 감독의 2004년 뮤지컬 전기 영화이다. 케빈 클라인 등이 출연하였고, 찰스 윙클러 등이 제작에 참여하였다.

## 출연진
- 케빈 클라인
- 애슐리 저드
- 조너선 프라이스
- 케빈 맥낼리
- 샌드라 넬슨
- 앨런 코듀너
- 피터 폴리카푸
- 키스 앨런
- 제임스 윌비
- 케빈 매키드
- 리처드 딜레인
- 존 배로먼
- 피터 제섭
- 라라 파비앙

## 기타 제작진
- 라인 제작: 조지나 로
- 배역: 니나 골드
- 미술: 이브 스튜어트
- 의상: 잰티 예이츠